# 托勒密十四世
托勒密十四世·忒奥斯·菲罗帕托（希臘語：Πτολεμαίος ο Θεος ή Φιλοπάτωρ；意为“神”，意为“笃爱父亲的”；前60年或前59年–前44年），古埃及托勒密王朝国王（前47年–前44年在位）。
托勒密十四世是托勒密十二世（吹笛者）的儿子，克麗奧佩脫拉七世的弟弟，与后者同属托勒密王朝的最后一代。在克麗奥佩脫拉的丈夫和共治者托勒密十三世于前47年死于逃亡之后（由于尤利乌斯·凱撒的追杀），托勒密十四世被克麗奥佩脫拉宣布为共治者。当然，实际权力掌握在克麗奥佩脫拉七世手里，而后者又受到其情夫和保护人尤利乌斯·凱撒的影响。作为传统的一部分，克麗奥佩脫拉七世嫁给了自己的弟弟托勒密十四世，同时又继续充当凱撒的情妇。在其整个在位时期，托勒密十四世都只是名义上的统治者。前46年克麗奥佩脫拉七世访问罗马时，托勒密十四世也被迫随行。
前44年罗马发生了重大的政治变动，尤利乌斯·凱撒被共和派的元老们刺杀。在凱撒死后不久，托勒密十四世也突然死亡。古文献最后提到他在世的时间是前44年6月26日。普遍怀疑是克麗奧佩脫拉毒死了托勒密十四世，目的是让她与凱撒的私生子凱撒里昂（即托勒密十五世）登上王位。

## 资料来源
- 约瑟夫斯，《犹太古史》，15. 89
- 卡西乌斯·迪奥，《罗马史》，42. 44